# موانج إكساي
موانج إكساي، (لاو:) وتسمى أيضا أودومكساي، موانج إكساي هي عاصمة مقاطعة أودومكساي، لاوس. ويخدم البلدة مطار أودومكساي.

## التسمية
تقول الاساطير انه في عام 1323 كان سكان القرية بان لوانغ تشنغ في مدينة “تاكا سيلا" في الغابة لقطع الخيزران، وبينما كانوا يقومون ببعض اواني للصيد من هذا الخيزران، رأوا راهب يمشي قادما إلى تجاههم من الغابة. وكان قد ذهب إلى الغابة منذ فترة طويلة للتأمل. فسأل الراهب القرويين عن ما كانوا يفعلون فأجابوا أنهم كانوا يقومون بصنع سلال للصيد وبعدها قدموا له الطعام. وبسبب تلك الحادثة، قام القرويين بتغيير اسم المدينة إلى “موانج اكساي” بدلا من “تاكا سيلا”، تبعا لاسم الراهب حيث كان اسمه “باكساي”.

## التاريخ
أصبحت موانج اكساي عاصمة مقاطعة أودومكساي في عام 1987م، بدلا من بان ناهن.

## البنية التحتية
تتصل اودومكساي بلوانغ برابانغ عن طريق الطريق الوطني1. وقد حصلت المدينة على مطار، حيث يوجد ثلاث رحلات اسبوعيا إلى فينتيان عن طريق خطوط لاو الجويه، ويستغرق الوصول للمطار من وسط المدينة حوالي 10 دقائق سيرا على الاقدام.

## احصائيات السكان
سكان البلدة الاساسيين هم لاو لوم، ولكن يسكنها أيضا مجموعة عرقية تسمى خمو، ويشكلون 60٪ من سكان المقاطعة، ولهم اثر واضح على المدينة. في الماضي، انتقل العديد من مجموعة خمو من القرى إلى موانغ اكساي، حيث يعيشون ويعلمون هناك الآن، نظرا لتوفر فرص 
أفضل للعيش وكسب المال في البلدة. الهمونغ، وهم 15٪ من سكان المقاطعة، لهم أيضا تأثيرهم على المدينة. وتباع منتجات الهمونغ مثل المنسوجات الملونة داخل مباني التسوق. تأتي العديد من النساء بمختلف المجموعات العرقية من القرى المجاورة إلى موانج اكساي لبيع منتجاتهم في أسواق المدينة، حيث يقضون عدة ساعات مشيا على الاقدام وذلك لأمكانية البيع بأسعار أفضل في البلدة. ويقوم بعض الاسر التي تعيش في القرى المجاورة بإرسال ابنائهم إلى المدارس في موانج اكساي، ويتملئ الطريق الموصل إلى المدينة اما بالدراجات أو الأطفال الذين يمشون سيرا. ويذهب بعض البنات والاولاد إلى ما يسمى بالمدرسة العرقية، وهي مدرسة داخلية في موانج اكساي للاطفال القادمون من القرى النائية. ويوجد أيضا العديد من المهاجريين الصينيين في موانج اكساي، حيث اتضح اثر ذلك ايجابيا من خلال المطاعم والأسواق الصينية.

## الجغرافيا والمناخ
تقع موانج إكساي بين الجبال والتلال الخضراء وتطل تلتين مرتفعه على المدينة. حيث يقع "متحف أودومكساي” على إحدى التلتين، ويقع معبد بوذي ذو العمود على التل الآخر. وتتصف محافظة أودومكساي بالمناخ المعتدل والرياح الموسمية ونظرا لارتفاعها العالي نسبيا يحدث الكثير من التغيرات في درجة الحرارة خلال السنة. وتتصف شمال لاوس بالمناخ البارد والجاف أكثر من بقية أنحاء الدولة. وتهطل الأمطار سنويا بمعدل حوالي 1,900-2,600 مم. ويعد متوسط درجات الحرارة في شهري فبراير ومارس ما بين 18 و 19 درجة مئوية ومن أبريل إلى مايو ترتفع درجات الحرارة إلى أكثر من 31 درجة مئوية. هناك اختلافات عالية في درجات الحرارة بين النهار والليل، خصوصا في موسم الشتاء (من أكتوبر إلى كانون الثاني) ونظرا لوقوع أودومكساي بين التلال والجبال فالضباب يغطي المدينة من المساء إلى الصباح وعلى مدار اليوم. ويتدفق نهر نام كور عبورا بموانج إكساي.

## السياحة
بذلت العديد من الجهود لتشجيع ودعم السياحة في موانج إكساي منذ عدة سنوات من أجل الحمد من الفقر في المنطقة. ويتواجد مكتب للسياحة في موانج إكساي منذ عام 1997 الذي يتلقى الدعم من دائرة التنمية الألمانية منذ عام 2005، الذي يهدف إلى دعم دائرة التنمية الاقتصادية التي تساعد في زيادة دخل السكان، ودعم المشاريع الريفية عن طريق السياحة وبالتالي حماية الموارد الطبيعية. وتمت ترقية مكتب السياحة إلى وزارة السياحة الإقليمية في أغسطس 2007.

### التنمية
نظرا لموقع أودومكساي الذي يمثل التقاطع المروري الأكثر أهمية في شمال لاوس (الطريق الوحيد من لوانغ برابانغ إلى الشمال عبورًا بأودومكساي)، في السنوات القليلة الماضية، يقوم الأجانب العابرين بزيارة المحافظة بشكل رئيسي. 
ويعد متوسط مدة الإقامة في أودومكساي منخفض. ولطالما ظن الناس ان محافظة أودومكساي غير متطورة ولا تجذب السياح، مما ادى إلى كتابة بعض المقالات حول المدينة في كتب الدليل السياحي.
وفي يومنا الحالي، قد حدث التغيير، اذ ينظر إلى أودومكساي في الوقت الحاضر بالمقاطعة التي من الممكن فيها الكشف عن سكان لاوس “الاصيلين”. اما بالنسبة للسياحة البيئية، فمكتب السياحة يقدم عدة امور، منها ارشادات لجولات مخصصه بالترحال، دورات في فن الطبخ الخاص بدولة لاو وايضا ورشات عمل حول كيفية صناعة الورق التقليدي. ويتواجد في الوقت الحالي وكالتيين سفر في أودومكساي، وواحده منها تقدم جولات عبر لاوس عن طريق الدراجات.
ووفقا لإحصائية عن السياحة في لاوس عام 2008 والتي كانت من قبل إدارة لاو الوطنية للسياحة، فقد ازداد عدد السياح مابين حوالي 18,600 إلى 102,000 بين عامي 2001 و 2008.
ووفقا للإحصاءات، فقد زار ما يقارب 17٪ أي 1.7 مليون سائح لاوس، أودومكساي في عام 2008.
ويوجد في أودومكساي ثمانية فنادق وحوالي 52 دور ضيافة، وتقع معظمها في العاصمة الإقليمية لموانج إكساي والتقاطع النهري باكبنج.

### الجهود
على العموم، لقد اتيح حوالي 1,286 سرير في اودومكساي عام 2006. وفي عام 2008، ارتفع معدل امتلاكها إلى ما يقارب 60٪ مقارنة ب 73٪ في لوانغ برابانغ.
ويتسبب ضعف البنية التحتية بإعاقة التنمية السياحة في محافظة أودومكساي. ويتضح ذلك مع الاكتشاف لكهف تشوم اونج مؤخرا، والذي يبعد نحو 45 كم من أودومكساي، والذي يعد أكبر كهف معروف في شمال لاوس. والذي له ارتفاع أكثر من 16 كم، والسقف مرتفع 50 مترا للاعلى، ويتدفق فيه تيار والذي تم تصنيفه “كاستثنائي" و"الاكتشاف الأكثر أهمية والأكثر تسليطًا للضوء" في شمال لاوس من قبل العديد من المجلات الـمهتمة بالكهوف.
يمكن الوصول إلى الكهف سيرا على الاقدام من قرية بان تشوم اونج التايلاندية لما يقارب الساعة، ولكن الطريق الموصل إلى تلك القرية سيئ للغاية، فالطرق ترابية ويصبح من الصعب السير فيها خاصة في موسم الأمطار. وبالتالي الوصول إلى الكهف كوجهة سياحية يصعب بسبب وعورة البنية التحتية.
‌